# Gérard Gnanhouan
Gérard Amoukou Gnanhouan (* 12. Februar 1979 in Adzopé) ist ein ivorischer ehemaliger Fußballtorhüter.
Gnanhouan kam früh nach Frankreich und besitzt auch die französische Staatsbürgerschaft. Ab 1998 war er Ersatztorhüter beim Zweitligisten EA Guingamp. Nach dem Aufstieg in die Ligue 1 stand er 2001/02 insgesamt 13 mal als Nummer 1 im Tor. Danach wechselte er zum FC Sochaux. Nach einem Übergangsjahr kam er auch dort regelmäßig zum Einsatz und absolvierte neben 17 Ligaspielen auch vier internationale Einsätze für den Verein.
In der Saison 2004/05 musste er allerdings wieder ins zweite Glied zurücktreten, weshalb er Sochaux verließ und zum Zweitligisten Montpellier HSC wechselte.
Gérard Gnanhouan spielte zwar in der Jugend schon international für Frankreich, entschied sich dann aber für die Ivorische Fußballnationalmannschaft. 2003 während seiner erfolgreichsten Zeit bei Sochaux stand er auch fünfmal für sein Geburtsland im Tor. In den folgenden Jahren war er aber nur noch Nummer 2 oder 3. Bei der Fußball-Weltmeisterschaft 2006 in Deutschland stand er zwar als Nummer 2 im Aufgebot der Elfenbeinküste, kam aber nicht zum Einsatz.

## Statistik
Stationen
- EA Guingamp (1998 bis 2000)
- FC Sochaux (2002 bis 2005)
- Montpellier HSC (seit 2005)

Einsätze (Stand 20. Oktober 2006)
- Ligue 1 (Frankreich)

| Einsätze | Tore | Saison    | Verein      |
| -------- | ---- | --------- | ----------- |
| 13       | -    | 2001–2002 | EA Guingamp |
| 22       | -    | 2002–2005 | FC Sochaux  |
| 35       | -    | gesamt    |             |

- 6 Einsätze für die ivorische Nationalmannschaft